# Leyenda de la cruz (Piero della Francesca)

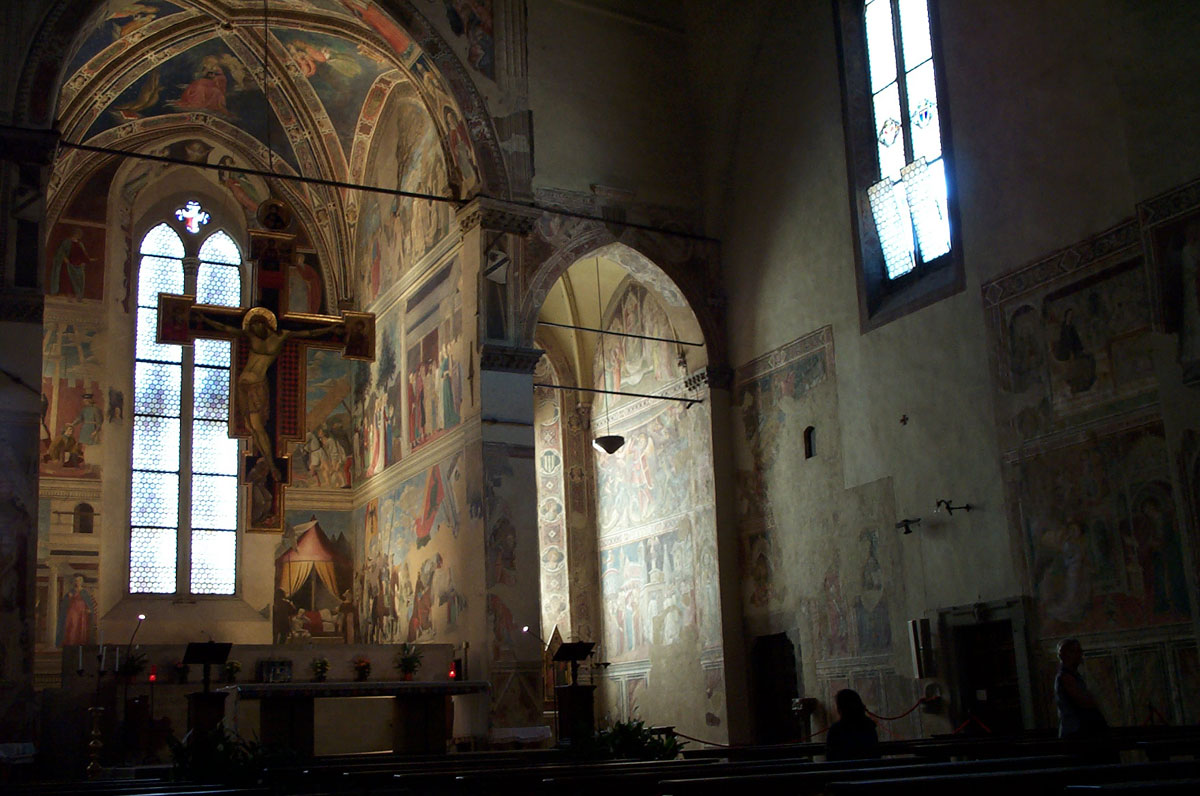
Los frescos en la Capilla Bacci de la basílica de San Francisco; cuelga un crucifijo pintado del siglo XIII, con san Francisco pintado al pie de la cruz

La leyenda de la Vera Cruz (en italiano conocido como Leggenda della Vera Croce), es un ciclo de frescos considerados la obra maestra del pintor Italiano Piero della Francesca. Fue pintado en el periodo 1452-1466 en la Capilla Bacci o coro de la Basílica de San Francisco de Arezzo, villa situada en la Toscana (Italia).
Este ciclo de frescos está considerado una de las obras maestras de toda la pintura renacentista, tanto por la claridad de su composición como por su admirable luminosidad colorista. Han recuperado su originario valor artístico con una adecuada labor de restauración  en los años 1990, que finalizaron en 2000; esta restauración fue organizada por la superintendencia de Arezzo y financiadas por la Banca Etruria e del Lazio. 
En el premiado filme El paciente inglés, en una de las escenas más memorables, se ve a Hana, interpretada por la actriz Juliette Binoche, iluminando estos frescos con una antorcha.

## Historia

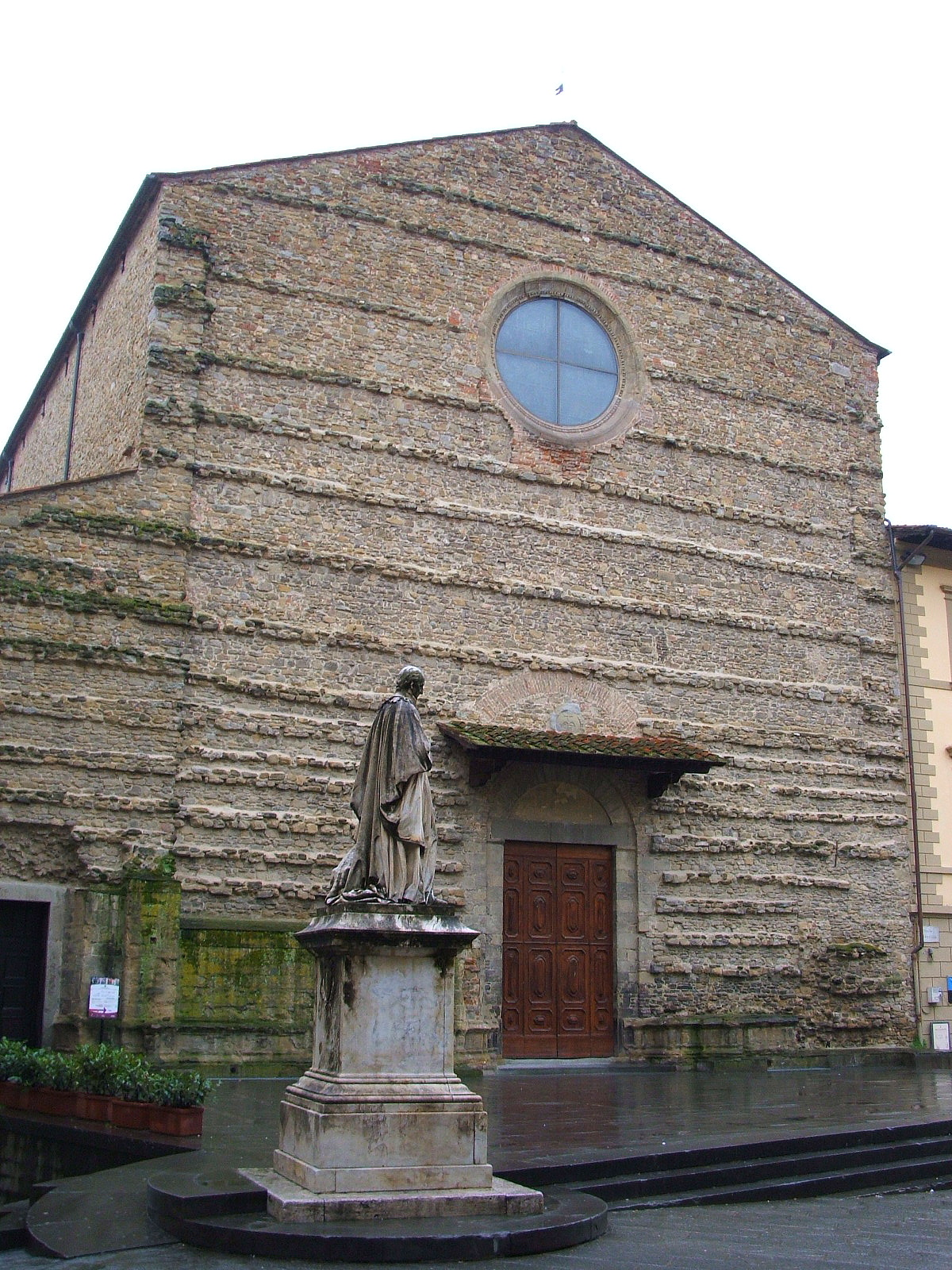
La Basílica de San Francisco en Arezzo, edificio del siglo XIII, en el que se encuentra la Capilla Bacci con los frescos del ciclo de Piero della Francesca

En 1447 los Bacci, la familia más rica de Arezzo, confiaron al pintor Bicci di Lorenzo, de tradición tardogótica, el encargo de decorar el coro o la Capilla Mayor de la Basílica de San Francisco, entonces bajo su patronato. Sin embargo, Bicci di Lorenzo sólo consiguió acabar el fresco de la gran bóveda, antes de fallecer en 1452; entonces estaban pintados sólo los cuatro evangelistas, frente del arco triunfal con el Juicio Universal y, en el intradós del arco, dos doctores de la iglesia. 
Contrataron entonces a Piero della Francesca para acabarlo, datándose su realización entre el año 1452 y 1466, aunque también se ha considerado como posible que acabase antes del año 1459. Es muy posible que trabajara en dos fases. La mayor parte del coro estaba pintado en el primer lustro de los años 1450, durante la primera fase (1452 - 1458), y en ella los colaboradores hicieron las lunetas y las cornisas sobre cartones del maestro. Interrumpió su obra para acudir a la llamada papal en Roma, donde entraría en contacto con pintores españoles y flamencos gracias a los cuales adquirió una nueva consciencia para la representación de los fenómenos atmosféricos realistas. Volvió entonces a Arezzo y emprendió una segunda fase de frescos, más experimentales, como la escena nocturna del Sueño de Constantino. A finales del 1466 la cofradía aretina de la Anunciada le encargó un estandarte con la Anunciación, citando en el contrato el éxito de los frescos de San Francisco como motivo del encargo por lo tanto, para aquella fecha, el ciclo tenía que estar acabado.
Aunque el diseño de los frescos es evidentemente de Piero, parece que delegó la realización de algunas partes en alumnos sin talento. La mano de Giovanni da Piamonte, en particular, se reconoce en algunos de los frescos.  
Los frescos se disponen en tres niveles sobre las paredes laterales y el fondo. Piero della Francesca no se preocupó de un orden cronológico, sino que prefirió crear correspondencias simétricas entre los tipos de escenas pintadas: en lo alto, sea en la pared izquierda o derecha, se representa una escena abierta, en la franja mediana una escena de corte y en la parte baja, una escena de batalla.

## Tema de los frescos

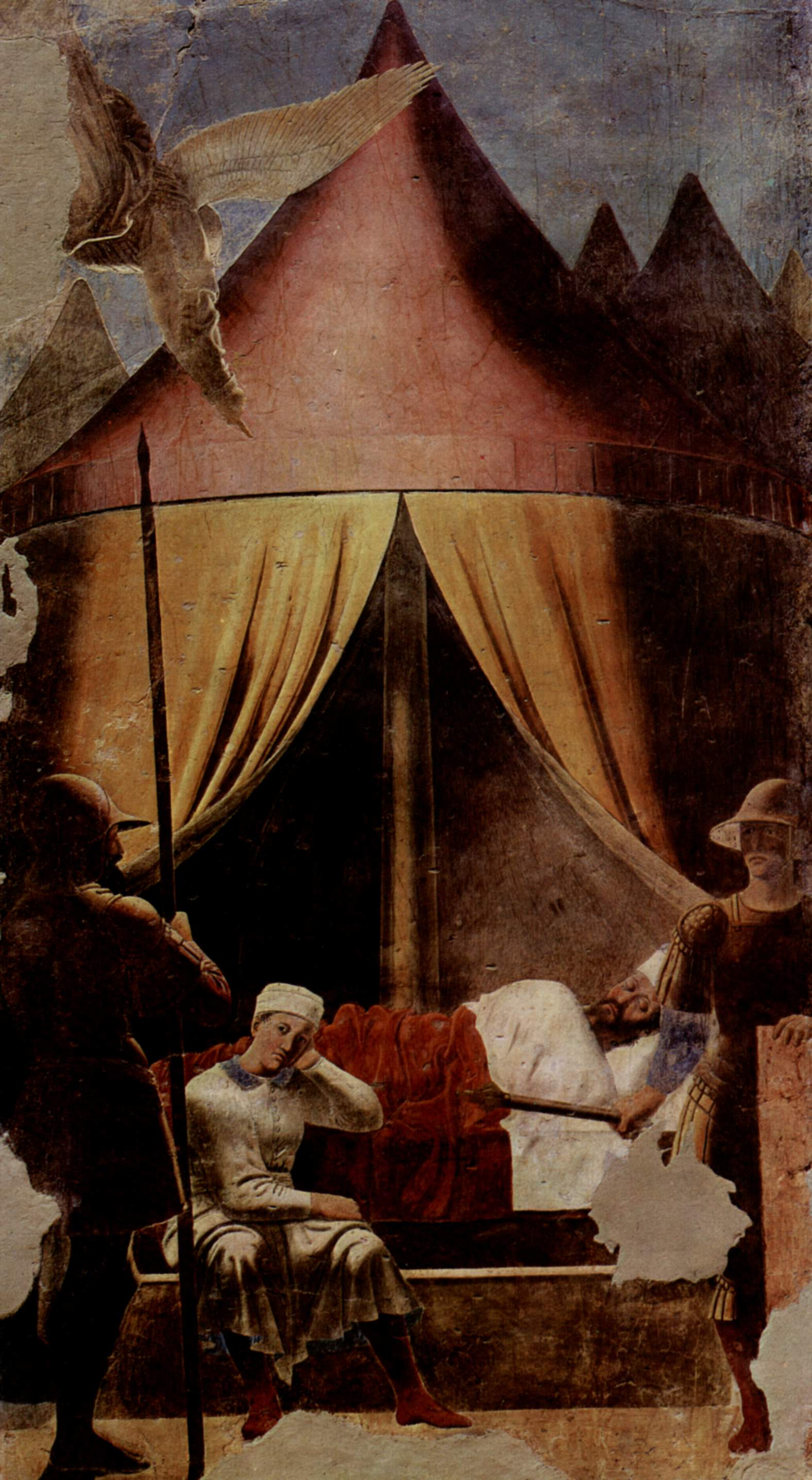
El sueño de Constantino, una de las primeras escenas nocturnas en el arte occidental (imagen anterior a la restauración).

Los frescos cuentan la historia de la Leyenda de la Vera Cruz, la madera que se usó en la cruz de Cristo. Deriva de fuentes medievales legendarias sobre cómo se pudo encontrar esta reliquia, historias recopiladas en La leyenda dorada de Santiago de la Vorágine) de mediados del siglo XIII.
Se trata de un tema tradicionalmente franciscano. La Invención de la Santa Cruz aparecía en otras iglesias franciscanas como la del coro de Santa Croce en Florencia, obra de Agnolo Gaddi hacia 1380.
Escribe el aretino Giorgio Vasari en sus Le Vite (1568) a propósito de della Francesca y de La leyenda de la cruz:

En la obra hay historias de la cruz, desde los hijos de Adán, enterrándola, le ponen bajo la lengua las semillas del árbol, del que después nace el referido árbol; la exaltación de la Cruz hecha por el emperador Heraclio, el cual llevándola sobre la espalda a pie y descalzo entró con ella en Jerusalén. Donde hay muy bellas consideraciones y actitudes dignas de ser alabadas: como, por ejemplo, los vestidos de las damas de la reina de Saba, realizadas de manera dulce y nueva; muchos retratos del natural, antiguos y vivísimos; una serie de columnas corintias divinamente medidas; un villano, que apoyado con las manos en la pala, está con tal rapidez a oír hablar a Santa Elena mientras las tres cruces se desentierran, que no es posible mejorarlo.

El muerto está muy bien hecho, que al tocar la Cruz resucita; y la propia alegría de Santa Elena, con la maravilla de los que allí concurren y se arrodillan para adorarla. Pero sobre toda otra consideración y dibujo y de arte es haber pintado la noche y un ángel en escorzo, que viniendo hacia delante para traer el signo de la victoria a Constantino que duerme en un pabellón, guardado por un camarero y algunos soldados oscurecidos por las tinieblas de la noche, con la misma luz propia ilumina el pabellón, los hombres armados y todo lo que le rodea con grandísima discreción.

Y, más adelante:

En esta misma historia [della Francesca] expresa eficazmente en una batalla el miedo, la animosidad, la destreza, la fuerza, y todas las demás emociones que puede experimentar las gentes que luchan; y de la misma manera los accidentado con una masacre casi increíble de heridos, caídos y de muertos: en los cuales, por haber contrahecho en fresco las armas que brillan, merece la mayor alabanza, no menos que por haber hecho en la otra cara, donde está la huida y sumisión de Majencio, un grupo de caballos en escorzo igualmente ejecutados de forma maravillosa, que a veces pueden ser llamados demasiado bellos y demasiado excelentes ...

## Esquema iconográfico

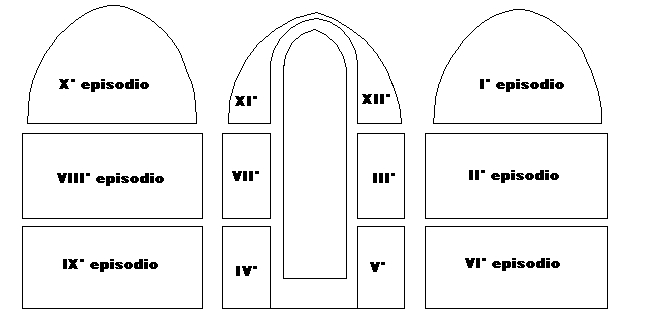
Esquema iconográfico

Se cuenta, pues, la historia de la Cruz, desde que era una ramita a Árbol de la Sabiduría; su madera se usa en un puente ante el que se arrodilla la reina de Saba, hasta su descubrimiento por santa Elena, la madre de Constantino, primer emperador cristiano.
Los frescos más grandes miden 356 cm x 747 cm y 329 cm x 190 cm los centrales.
- I episodio: La muerte de Adán (390 x 747 cm). Adán moribundo; Set, su tercer hijo, encuentra al arcángel Miguel a las puertas del Paraíso que le da un grano (o una ramita) del Árbol de la Vida, proveniente del jardín del Edén, para que la plante en la boca de Adán después de su muerte y de esta manera redimir el pecado original. La imagen de Adán y Eva ancianos muestra un hábil tratamiento de la anatomía. Es uno de los primeros desnudos renacentistas.
- II episodio: La adoración del Árbol Sagrado por la reina de Saba y El encuentro entre Salomón y la reina de Saba (336 x 747 cm). La reina de Saba se arrodilla ante un puente sobre el río Siloé, se arrodilla al reconocer la madera del árbol de la Cruz y rehúsa avanzar. La reina predice que un puente hecho del Árbol de la Sabiduría se utilizará para crucificar al más grande de los reyes y de esa manera desmembrará el reino de los judíos. A la izquierda se ve la adoración del puente por la reina de Saba y, a la derecha, cómo la reina es recibida en el palacio de Salomón, quien estrecha su mano. Este fresco puede verse como un deseo de unión entre las iglesias ortodoxa y occidental en el siglo XV. Se representa el palacio del rey Salomón al modo de un nuevo edificio de estilo renacentista
- III episodio: Arrancamiento y entierro del Árbol Sagrado. Salomón cree que "el más grande de los Reyes" es él, por lo que hace arrancar y enterrar el puente, hasta que los romanos lo encuentran. Las figuras que lo entierran son personajes-tipo que encarnan los defectos humanos.
- IV episodio: La Anunciación. La muerte de Cristo anunciada en la forma de cruz de la tabla.
- V episodio: El sueño de Constantino (329 x 190 cm). En él ve la Cruz y una voz le dice: "Bajo este signo vencerás", incitándole así a derrotar al paganismo.
- VI episodio: Victoria de Constantino sobre Majencio en Puente Milvio . Con la cruz en su escudo, derrota al enemigo y más tarde se convierte al Cristianismo.
- VII episodio: Tortura del hebreo Judas Levita. No era fácil obtener información y "cuando la reina los hubo llamado y exigido que le dijeran el lugar donde nuestro Señor Jesucristo había sido crucificado, nunca se lo dirían... a ella. Entonces ordenó que los quemasen a todos" o que los lanzaran a un pozo seco durante siete días y allí los atormentaran mediante el hambre. Se observa en uno de los frescos como le hacen descender al pozo mediante una cuerda, y entonces confiesa que Jesús fue su señor y dónde está la cruz.
- VIII episodio: Descubrimiento y prueba de la Vera Cruz (356 x 747 cm). Elena, la madre de Constantino, encuentra la cruz en Jerusalén. Se desentierran tres cruces y se prueba cuál es la Vera Cruz, resucitando muertos con ella. A la izquierda está representado Jerusalén al modo de Arezzo
- IX episodio: Batalla entre el emperador bizantino Heraclio y Cosroes II (329 x 747 cm). Derrota y decapitación de Cosroes, que había robado la Cruz. La cruz tenía un papel relevante en las batallas durante la guerra entre el Imperio Romano de Oriente y el Imperio Sasánida (a principios del siglo VII).
- X episodio: Exaltación (o restitución) de la Cruz (390 x 747 cm). Regreso de la Cruz a Jerusalén
- Recuadros XI y XII: El profeta Jeremías y el profeta Isaías. Los profetas no parecen ser parte del ciclo narrativo, pudiendo obedecer su presencia a fines puramente decorativos.

En los frescos laterales hay otras representaciones: un ángel, Cupido, San Luis, San Pedro, San Agustín, San Ambrosio

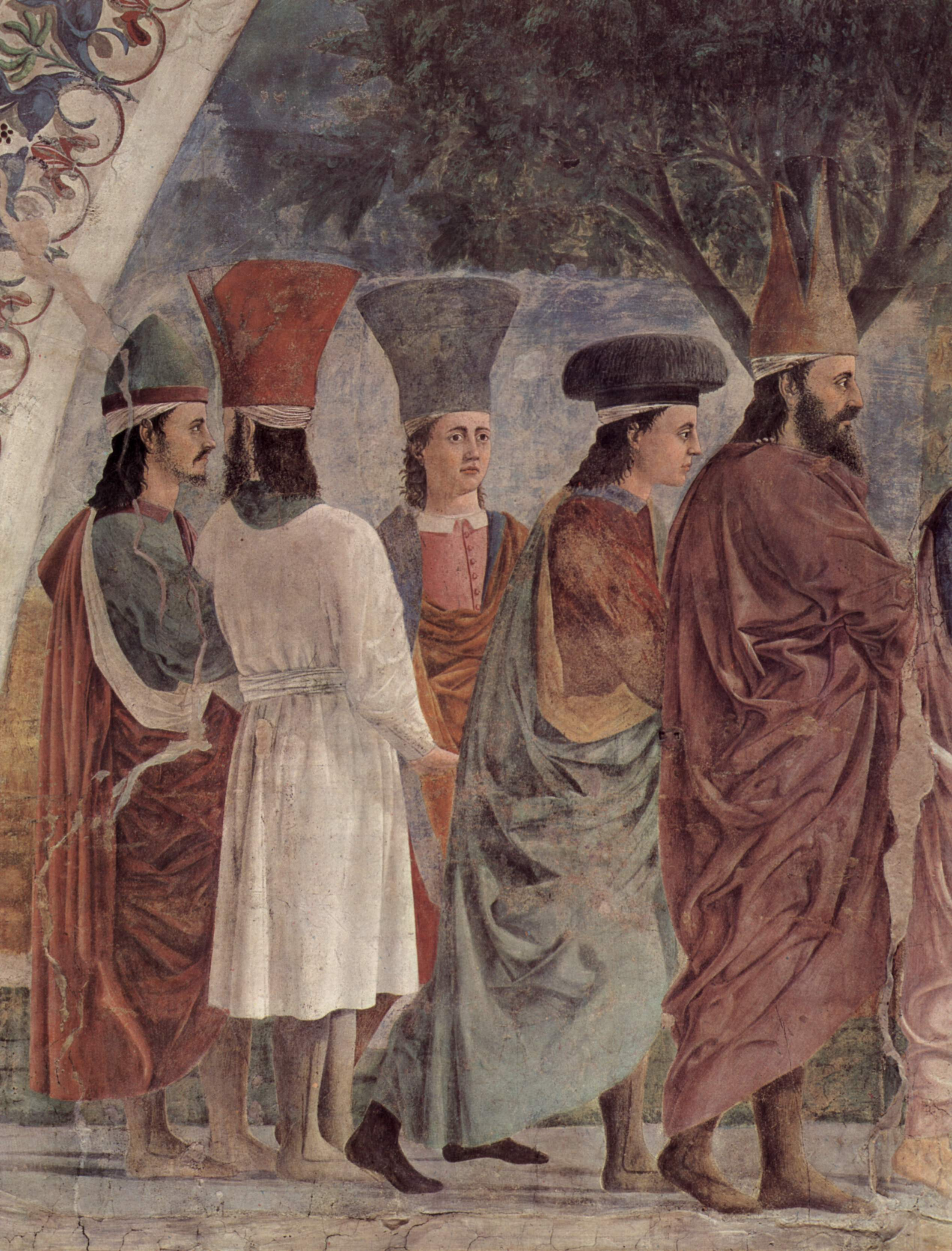
Episodio X: Regreso de la cruz a Jerusalén (detalle)
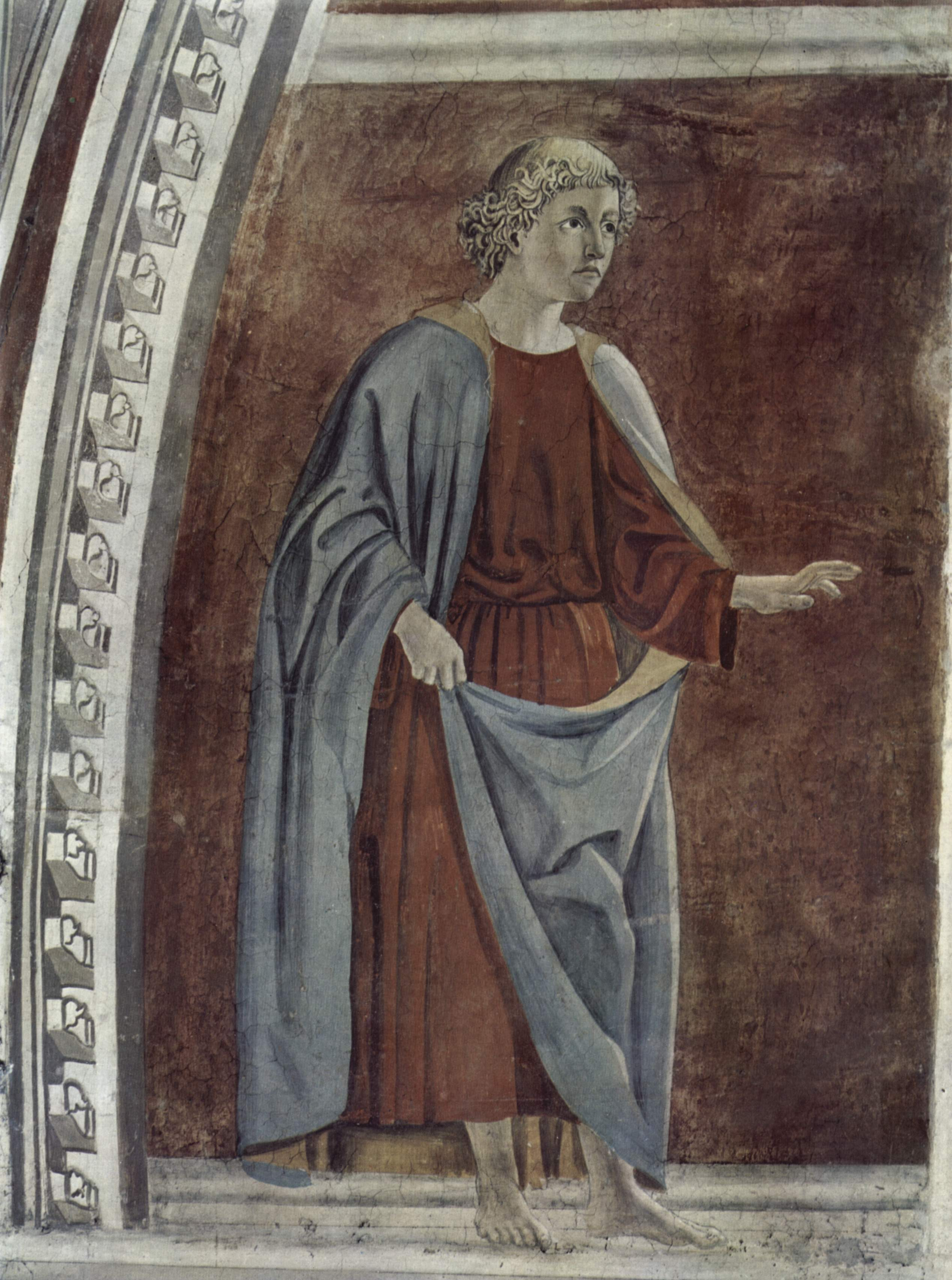
Episodio XI: Profeta
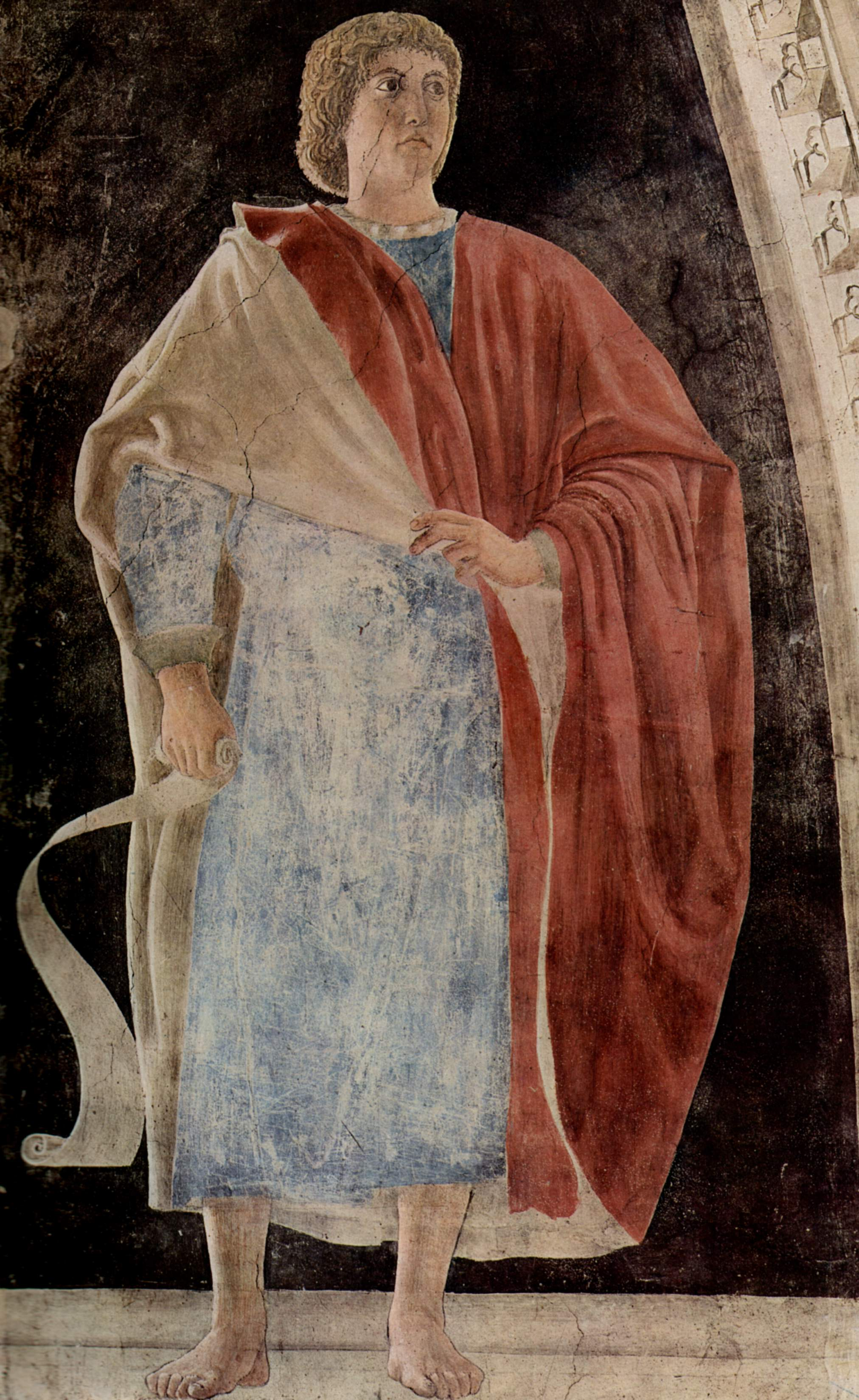
Episodio XII: Profeta
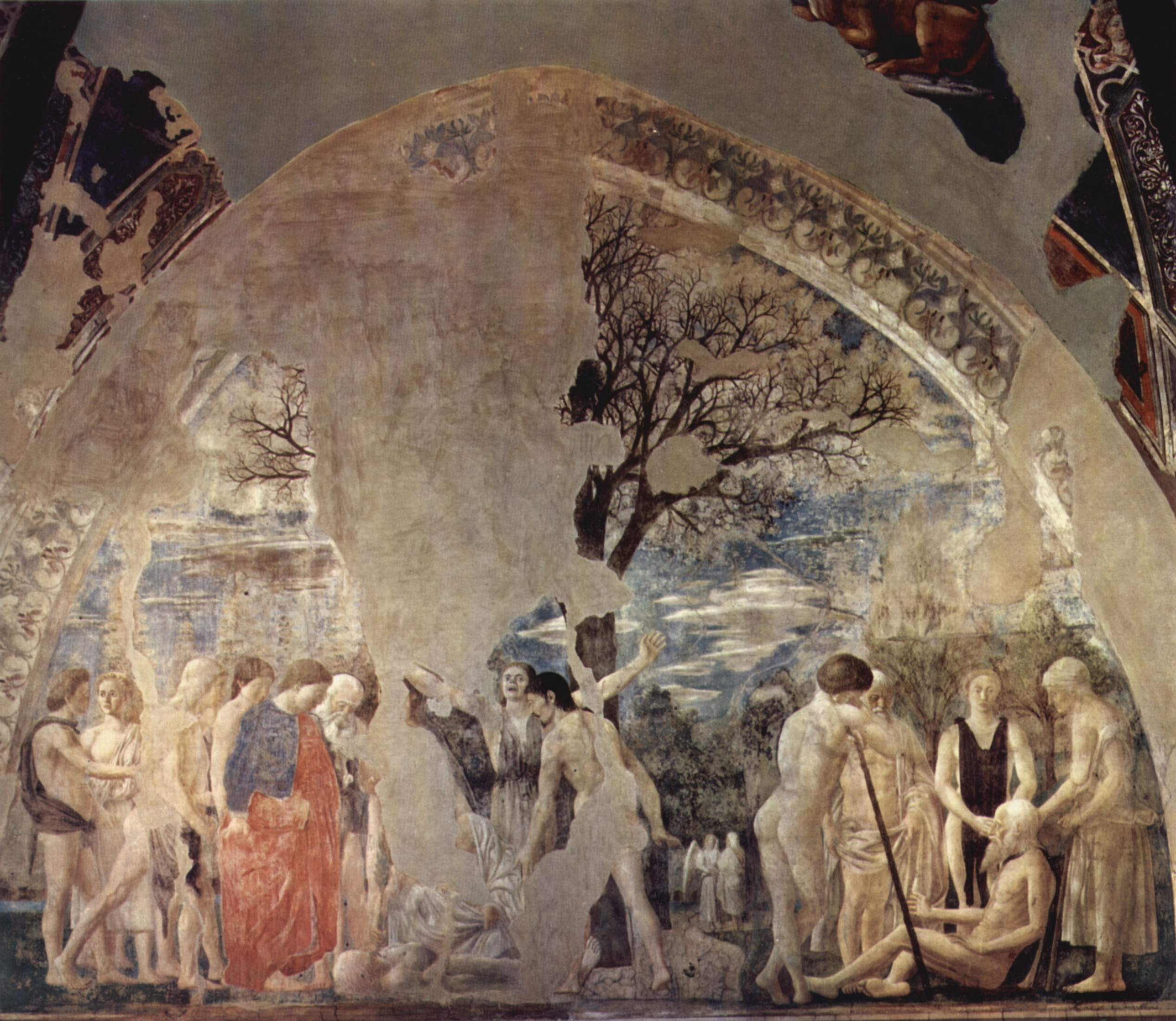
Episodio I (no reformado): Muerte de Adán

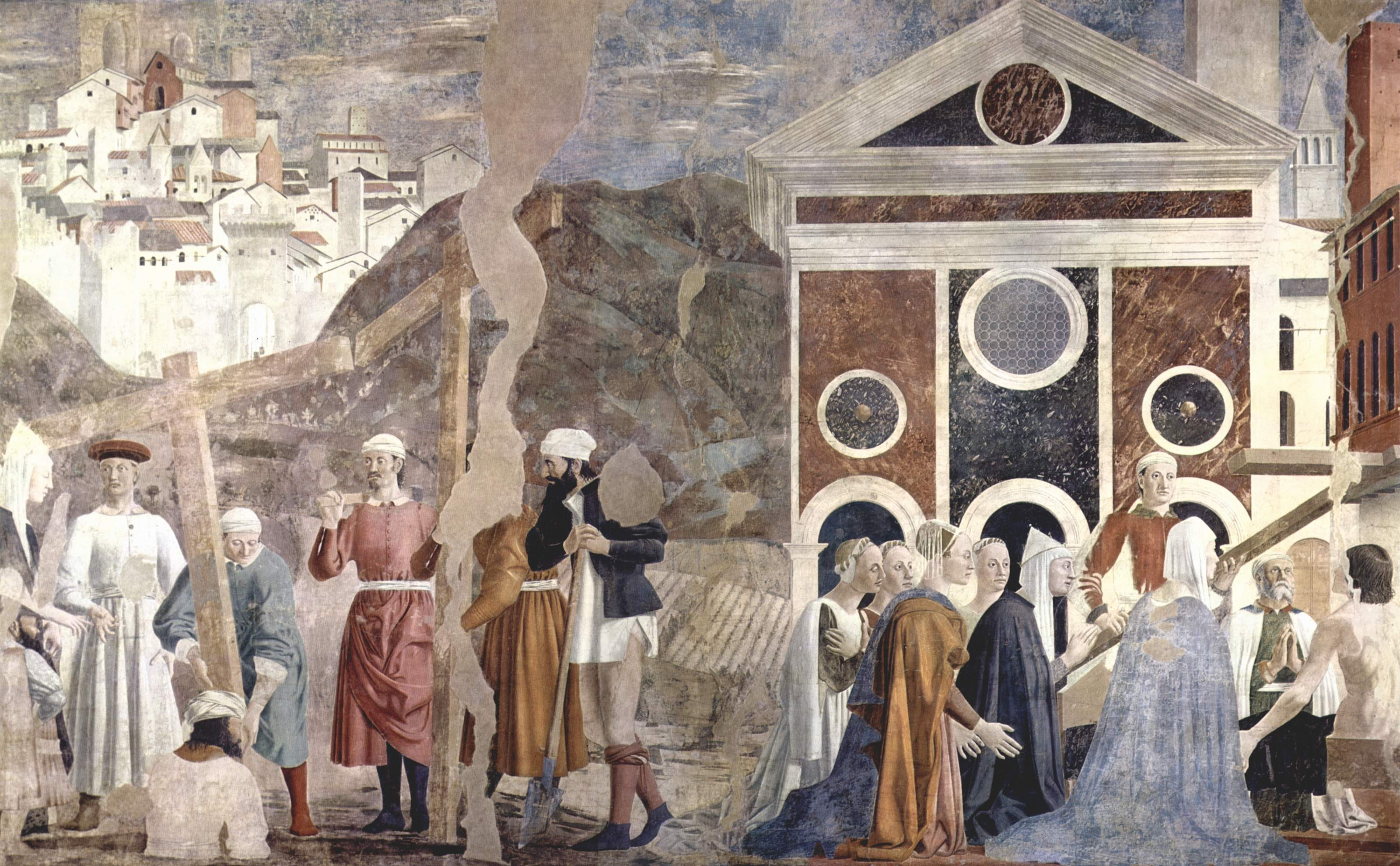
Episodio VIII: Descubrimiento de la Cruz; al fondo a la izquierda, Jerusalén
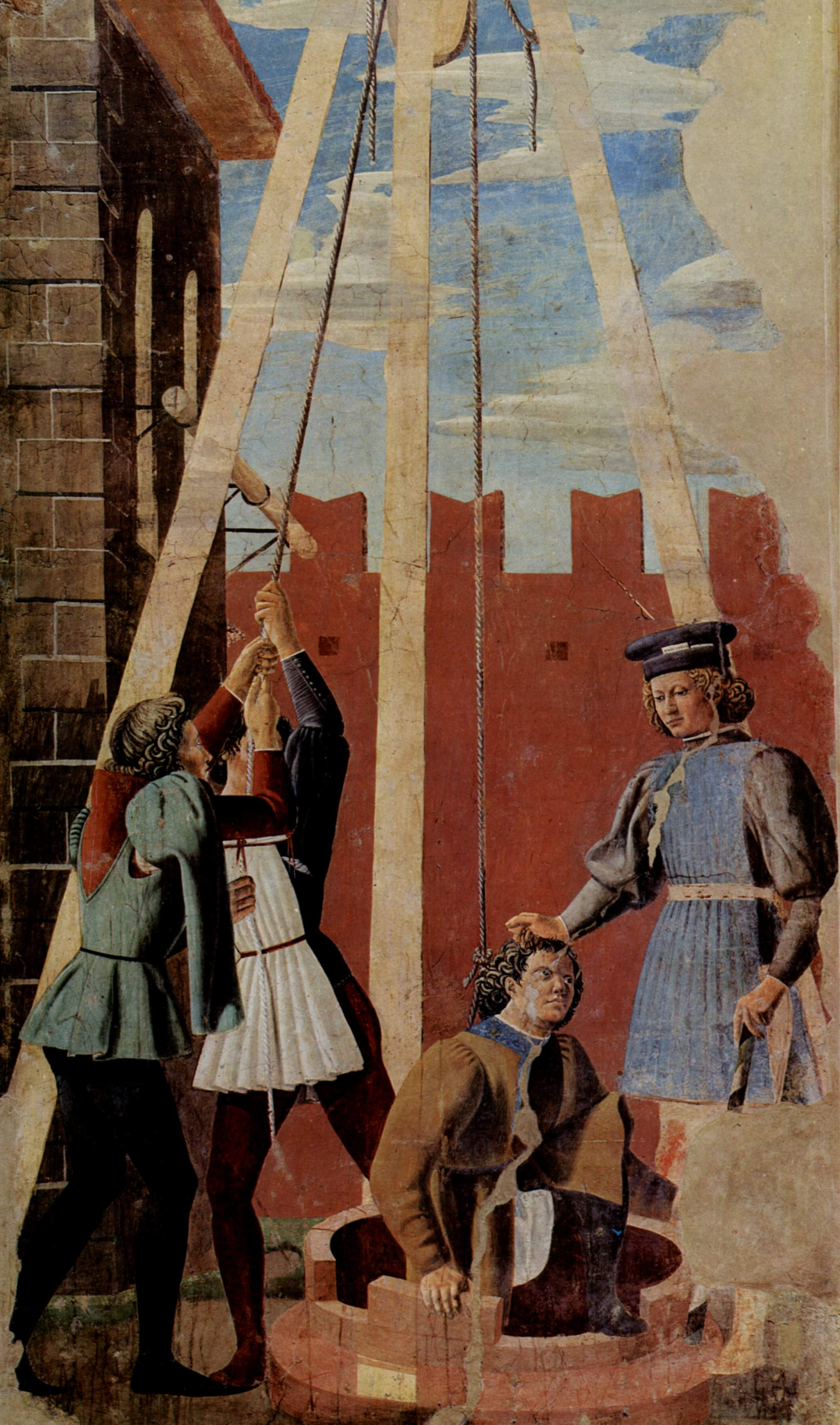
Episodio VII: Judas revela el escondite de la Cruz
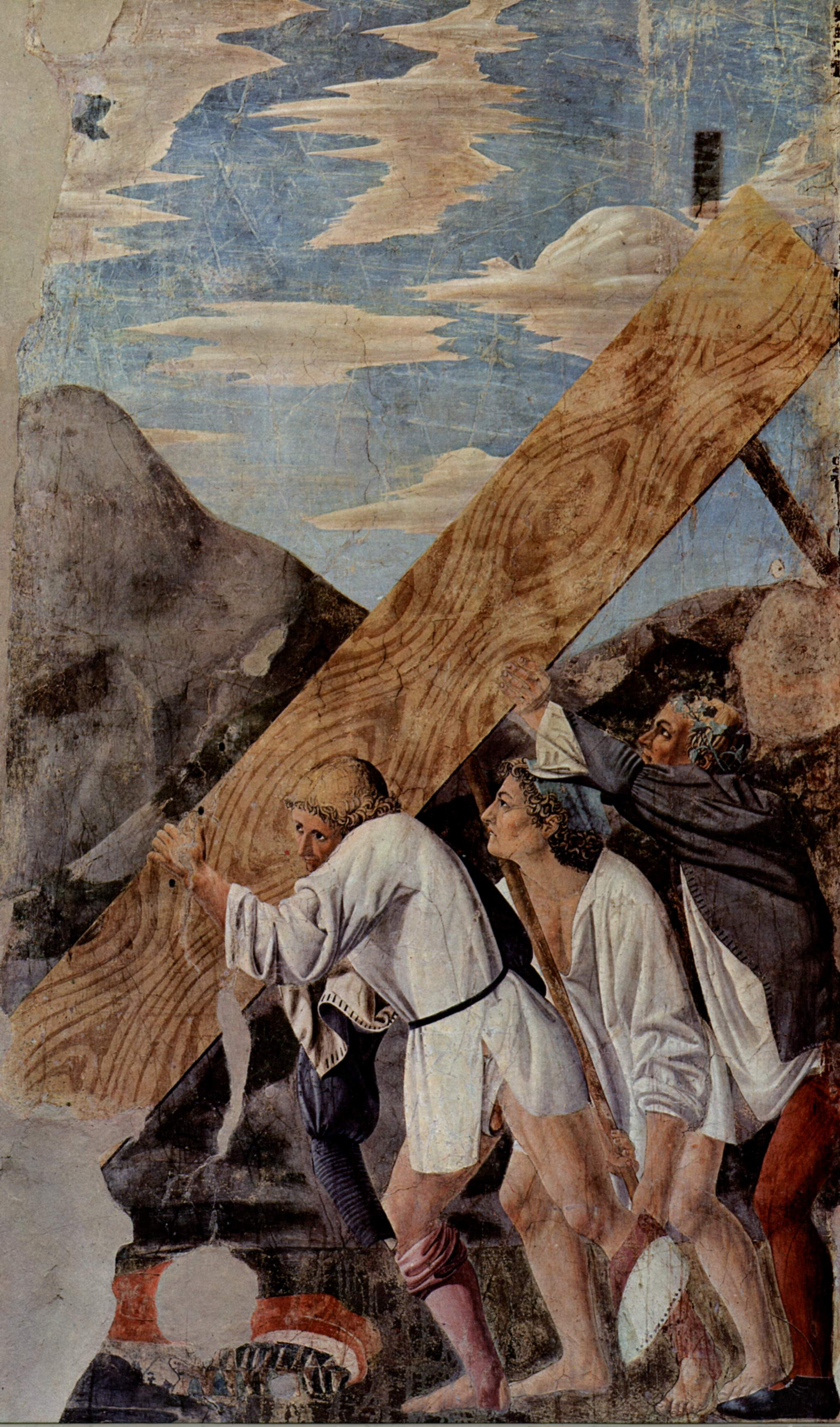
Episodio III: Entierro de la Cruz en un foso
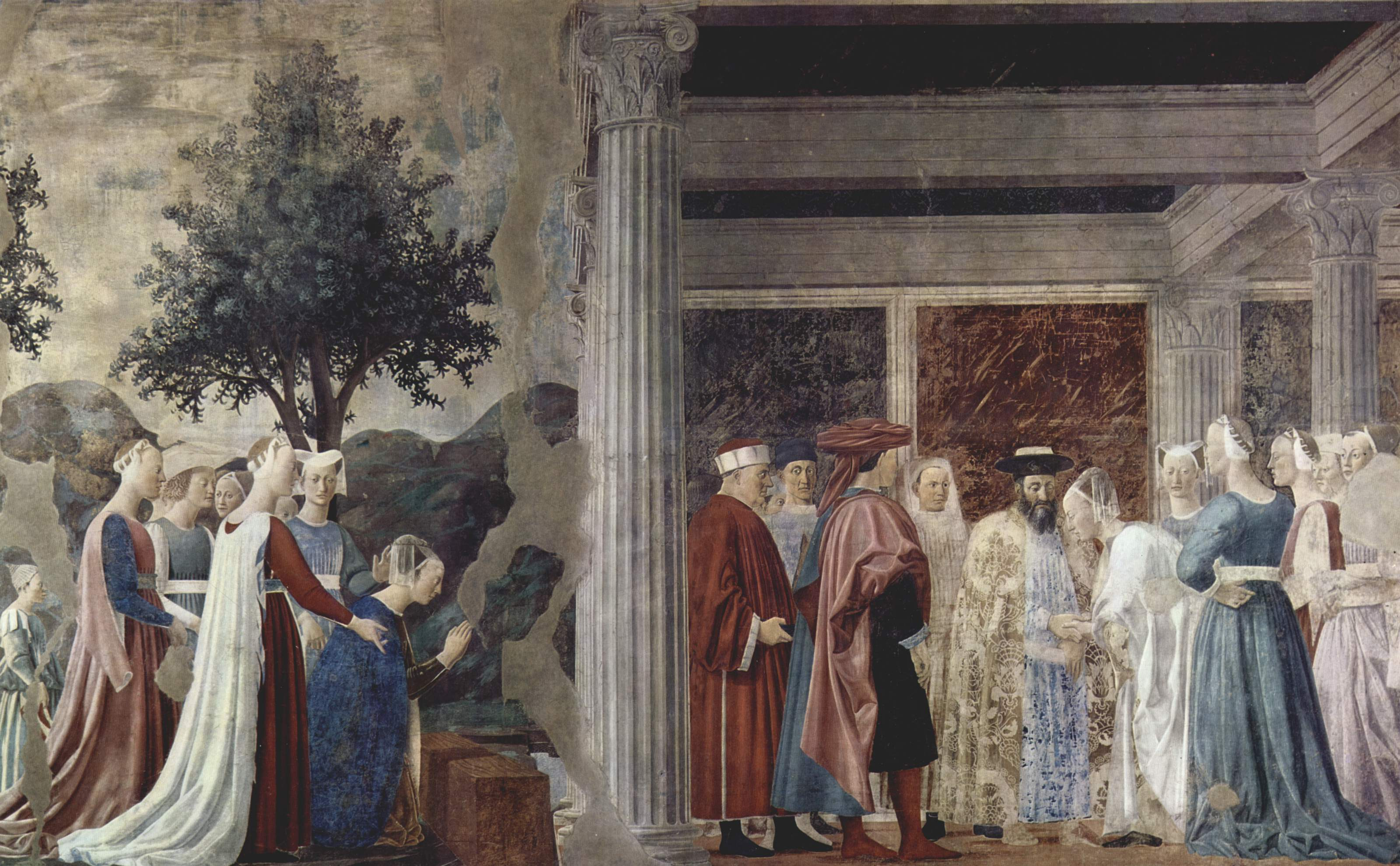
Episodio II: La reina de Saba y el rey Salomón

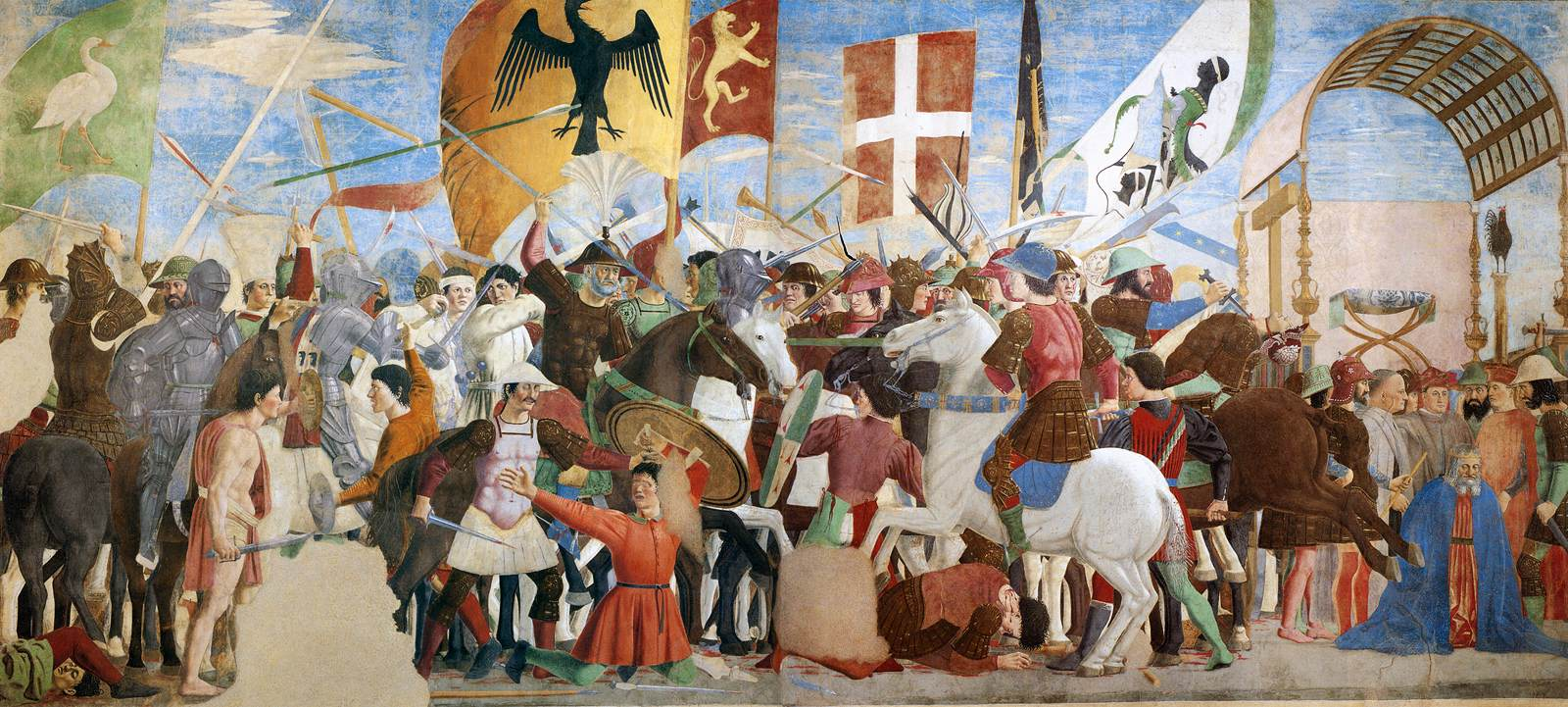
Episodio IX: Derrota de Cosroes
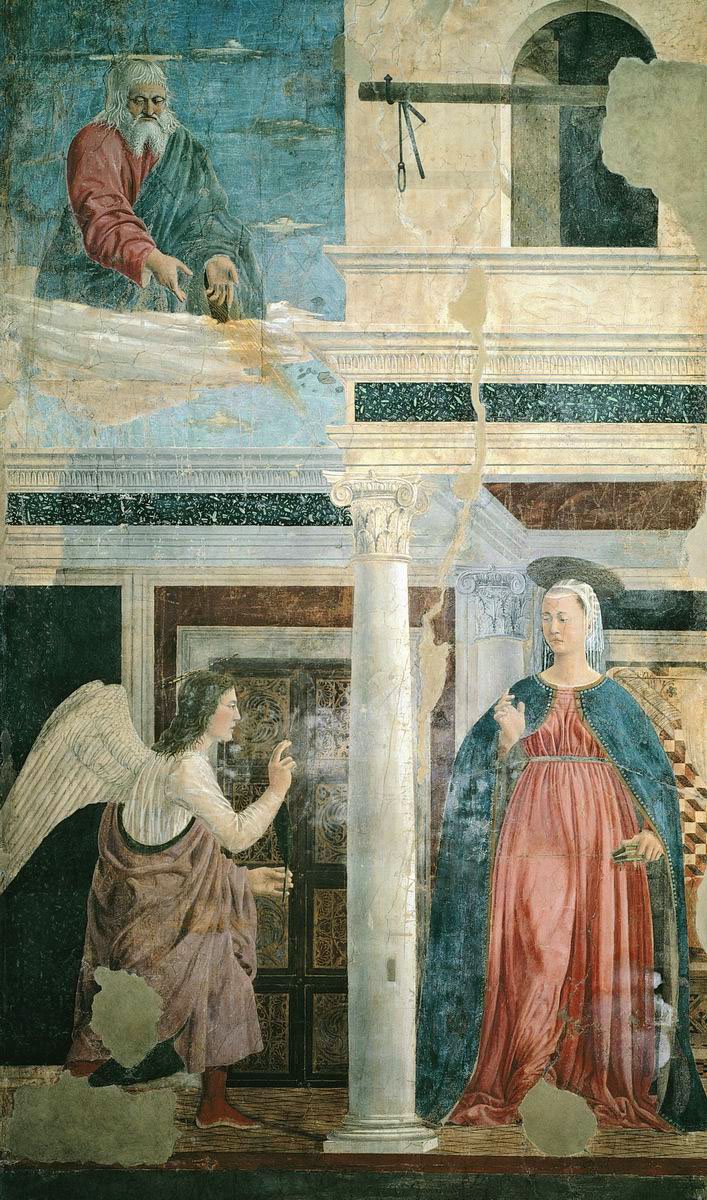
Episodio IV: La Anunciación
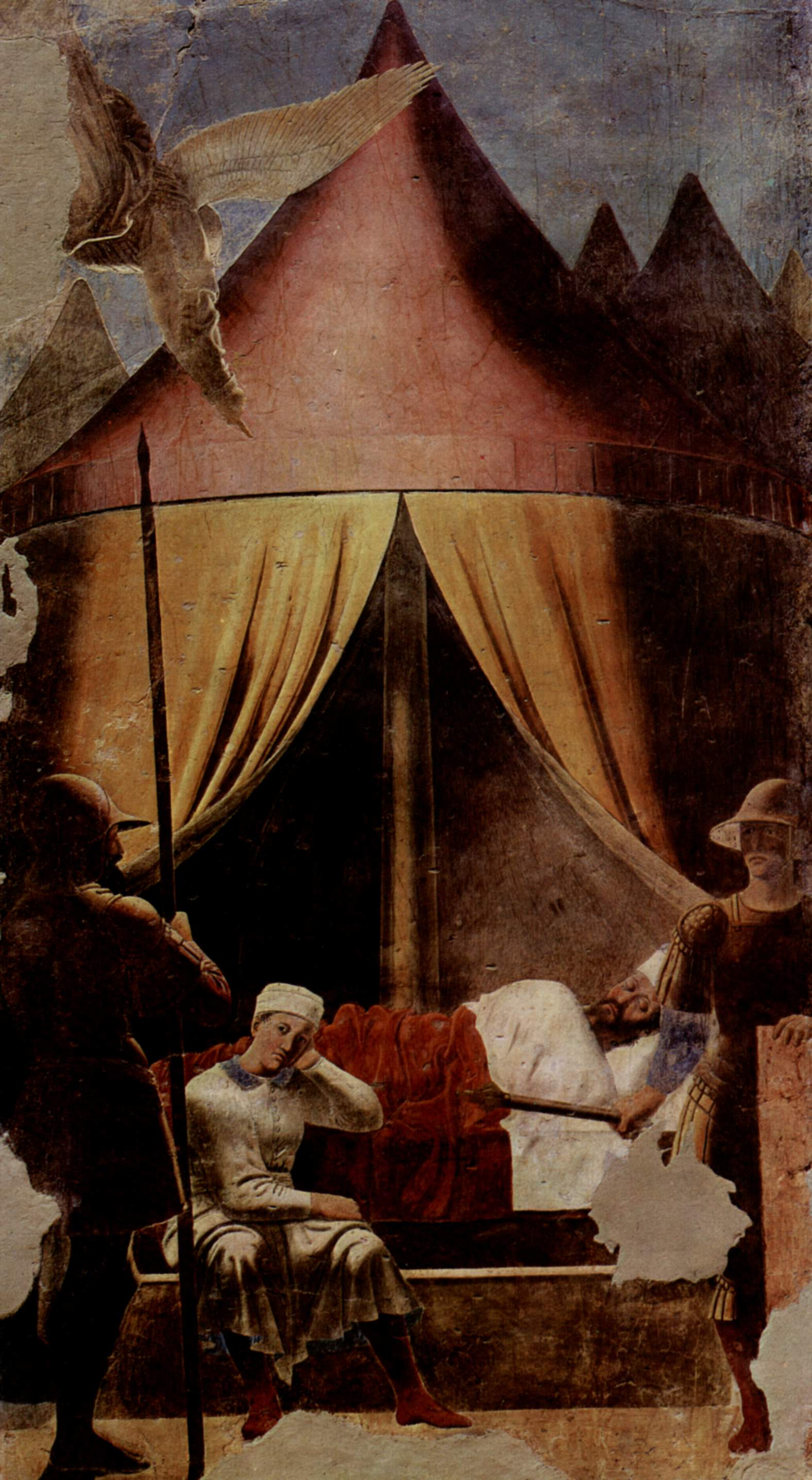
Episodio V: Sueño de Constantino
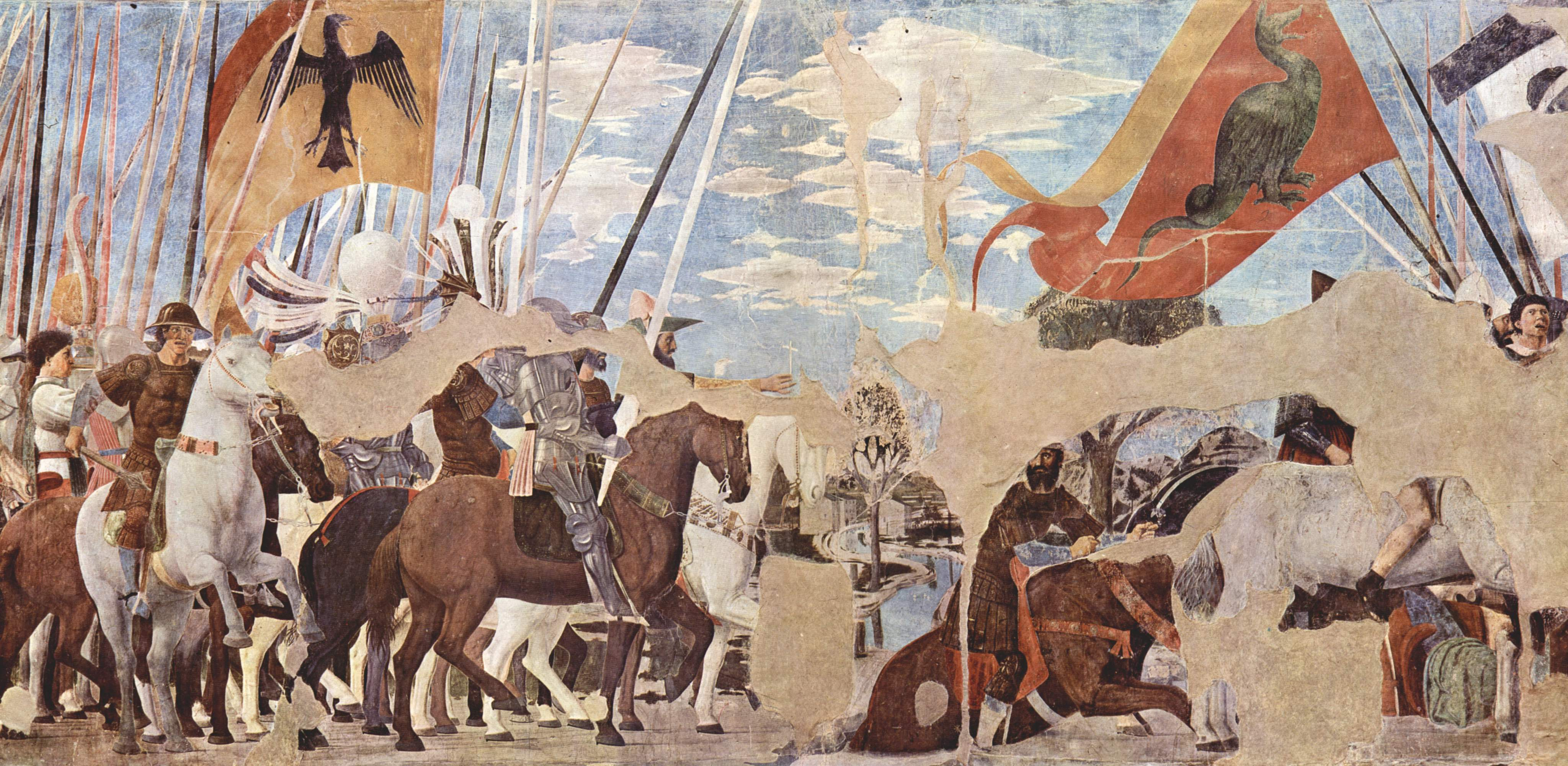
Episodio VI: Victoria de Constantino

## Análisis

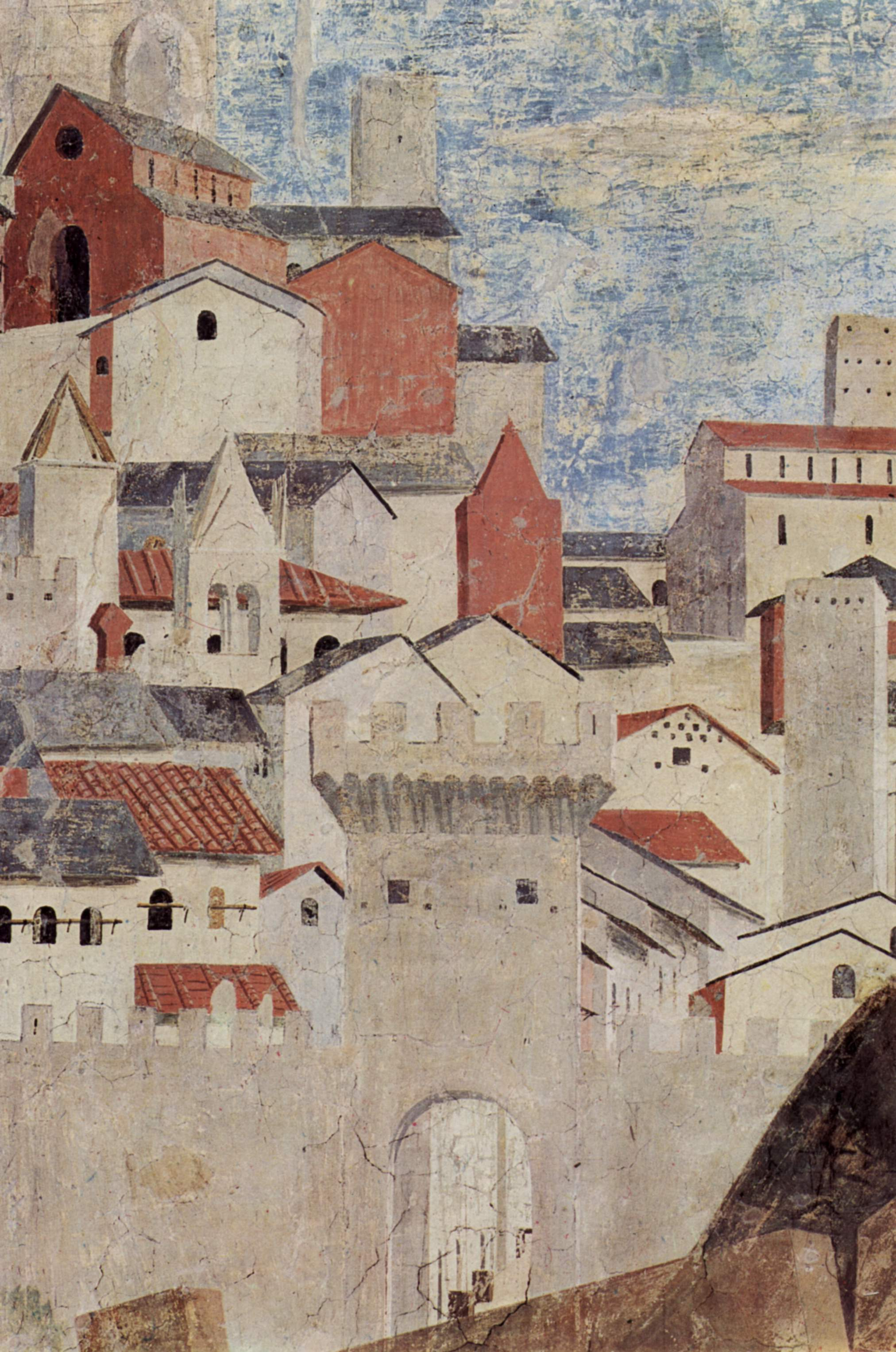
Arezzo/Jerusalén

Esta obra demuestra el avanzado conocimiento que Piero tenía de la perspectiva y el color, su orden geométrico y habilidad en la construcción pictórica. En esta obra sobresale la composición clara, el tratamiento rico y novedoso de la luz (tomado de Domenico Veneziano), con un cromatismo admirable, delicado y claro. En la composición emplea magistralmente la perspectiva geométrica, equilibrando muy bien la distribución de las masas sobre el plano pictórico. Estas características son las que hacen de él un precursor del Alto Renacimiento. El diseño es riguroso, de impronta florentina, pero su rigidez va atenuándose poco a poco en el curso de la empresa. 
Piero renuncia a repartir las escenas en orden cronológico y prefiere un enfoque simétrico y analógico. No se trata pues, de un cómic o historieta. El que la narración no siga un orden cronológico, sino temático, sirve para aprovechar el espacio de la capilla. En cada uno de los muros laterales pinta escenas al aire libre; en el centro, enmarca los episodios en elementos arquitectónicos; por último, la parte inferior está dominada por escenas de batallas.
En esta historia, Piero della Francesca mezcla episodios del Antiguo y el Nuevo Testamento para contar el drama. Piero se apartó de sus fuentes literarias en algunos aspectos importantes, incluyendo la historia del encuentro entre el rey Salomón y la reina de Saba en un lugar cronológicamente inadecuado y poniendo gran énfasis en las dos batallas en las que el Cristianismo triunfa sobre el paganismo. En concreto, la historia del rapto de la cruz de Jerusalén por parte del rey persa Cosroes II y posterior victoria de Heraclio no estaba en la Leyenda Dorada, pero resultaba de actualidad en la época en que se pintaron estos frescos debido a que el papa Pío II intentó convocar una cruzada contra los turcos, cuya victoria sobre Jerusalén parecía inminente.
Algunas escenas bíblicas como la Anunciación, son incluidas en el tema de este ciclo por iniciativa del pintor. La Anunciación no es estrictamente parte de la Leyenda de la Vera Cruz pero probablemente fue incluida por Piero della Francesca debido a su significado universal.
Piero renuncia claramente a los trampantojos habituales de la perspectiva sin renunciar a ella para la puesta en escena de los diferentes acontecimientos relatados (planos distintos paisaje-personajes). 
Algunos cuadros implican al mismo personajes (La reina de Saba en el episodio II, Adán en el I) dentro de dos escenas respetando el principio de representación de la Historia (la Storia) más que del Espacio.
Los personajes parecen impasibles, ausentes, extranjeros o inmóviles. No se encuentran vestidos de acuerdo con el tiempo en que se supone que vivieron. Sus figuras, "silenciosas y dignas, desprovistas de emoción, se armonizan con la arquitectura".
Los paisajes son claramente los de la Toscana (Arezzo que representa Jerusalén, colinas, vegetación...).
En El sueño de Constantino (episodio V) Piero realiza "una escena nocturna en la que una fuente luminosa visible produce sombras proyectadas, reflejos y contrastes".